# Antoine Vandergoten
Antoine Vandergoten, né le 18 octobre 1848 à Watermael-Boitsfort (Auderghem), est un homme politique belge.
Il fut élu conseiller communal en 1895 dans la commune d'Auderghem comptant alors 3600 habitants, dont 350 électeurs. 
Il fut également réélu aux scrutins suivants. En 1908, il devint échevin des Travaux Publics. Il exerça ce mandat jusqu’au 24 juin 1921. Vandergoten habitait avenue Henri de Brouckère no 57. 
Il décéda le 24 mars 1922, âgé de 73 ans. 
Sa famille est à la base d'une entreprises de déménagements de Bruxelles.